# الخيارات الصعبة
الخيارات الصعبة (بالإنجليزية: Hard Choices)‏ هو أسم كتاب مذكرات لوزيرة الخارجية الأمريكية السابقة هيلاري كلينتون، نشر في عام 2014، وتغطي فترة إداراتها لوزارة الخارجية الأمريكية من عام 2009 حتى 2013.

## موجز
هيلاري كلينتون، زوجة الرئيس الأمريكي السابق كلينتون، والتي شغلت منصب و وزيرة الخارجية في عهد الرئيس السابق باراك أوباما، أطلقت كتابها الأول في العاشر من يونيو 2014، بعدد مليون نسخة للطبعة الأولى، وسعر 35 دولار للنسخة الواحدة.

## الأجزاء
يتناول الكتاب الذي يقع في 632 صفحة، وموزعة على 6 أقسام، تجربة الأعوام الأربعة التي أمضتها في منصب وزيرة الخارجية، ذكرت فيه الكثير من القضايا الداخلية والخارجية، ولكنها لم تكشف أسرارًا أو تكتب آراءً قد تخلق عداوات مع سياسي أو دولة إذا وصلت للرئاسة.عندما تعاونت مع باراك أوباما على الانسحاب من حربين، وإصلاح التحالف الذي تعرض للتصدع أثناء فترة رئاسة بوش، إلى جانب التعامل مع التهديدات القادمة من إيران وكوريا الشمالية، والثورات التي اجتاحت الشرق الأوسط.
القسم الأولتحدث عن لقاء هيلاري مع أوباما بعد خسارتها التصويت الداخلي للحزب الديمقراطي على بطاقة الترشح للانتخابات الرئاسية، وشغلها منصب وزيرة الخارجية في فريق أوباما بعد فوزه بالانتخابات.
القسم الثانيتحدثت فيها عن آسيا والقضايا التي واجهتها أمريكا في الصين وبورما
القسم الثالثعن الحرب في أفغانستان وباكستان، والعمليات العسكرية ومحاولات إنهاء الوجود الأمريكي في بلد «طالبان»،
القسم الرابععن علاقات أمريكا مع دول أوروبا وروسيا وأمريكا اللاتينية وأفريقيا، وأبرز أحداث أوكرانيا والقرم.
القسم الخامسفهو الأكثر إثارة والأقرب إلى القارئ العربي؛ خصصته هيلاري لأحداث «الربيع العربي» والثورات في تونس ومصر وليبيا واليمن، وسياسة أمريكا تجاه الاقتتال في سوريا، وأسرار السياسة الإيرانية، والصراع الفلسطيني الإسرائيلي، والتوصل إلى هدنة بين الجانبين العام الماضي.

## أقتباسات
تقول هيلاري
- «أن تدعو إلى إجراء إصلاحات في الشرق الأوسط فهو أمرٌ يشبه أن تضرب رأسك بالحائط.»
- «قريباً سيحين الوقت لخيار صعب جديد. وفي الواقع من الصعب ان تجد شخصاً على صلة بكلينتون لا يصدق انها لن تكون مرشحة للرئاسة.» [4]